# Smírčí kříž u Čížové
Smírčí kříž v katastru obce Čížová je kamenný jetelového typu. Je umístěn na okraji pole po pravé straně silnice, stoupající  k vrchu s kostelem sv. Jakuba směrem od křižovatky R4 I/20 Nová hospoda u Třebkova (rozcestí tras na Písek - Prahu - Strakonice a Plzeň). Viditelná výška kříže nad povrchem je 63 cm, šířka 39 cm - levé rameno je uražené, tloušťku má 21 cm. Motiv kříže, vytesaný na vrchu celkově zvětralého a obroušeného kříže je stále patrný.
Původně kříž, připomínající ukončení blíže nespecifikované bitvy, stál na poli sedláka Suchana z 1 kilometr vzdálených Bošovic. Váže se k němu pověst, podle které měl tento sedlák kříž přemístit jako ochranný patník před vjezd svého statku, aby ho vozy nepoškozovaly. Poté, co se mu mezi hejnem slepic na dvoře měl objevit děsivý černý kohout - údajně ďábel, opět ho vrátil na původní místo .

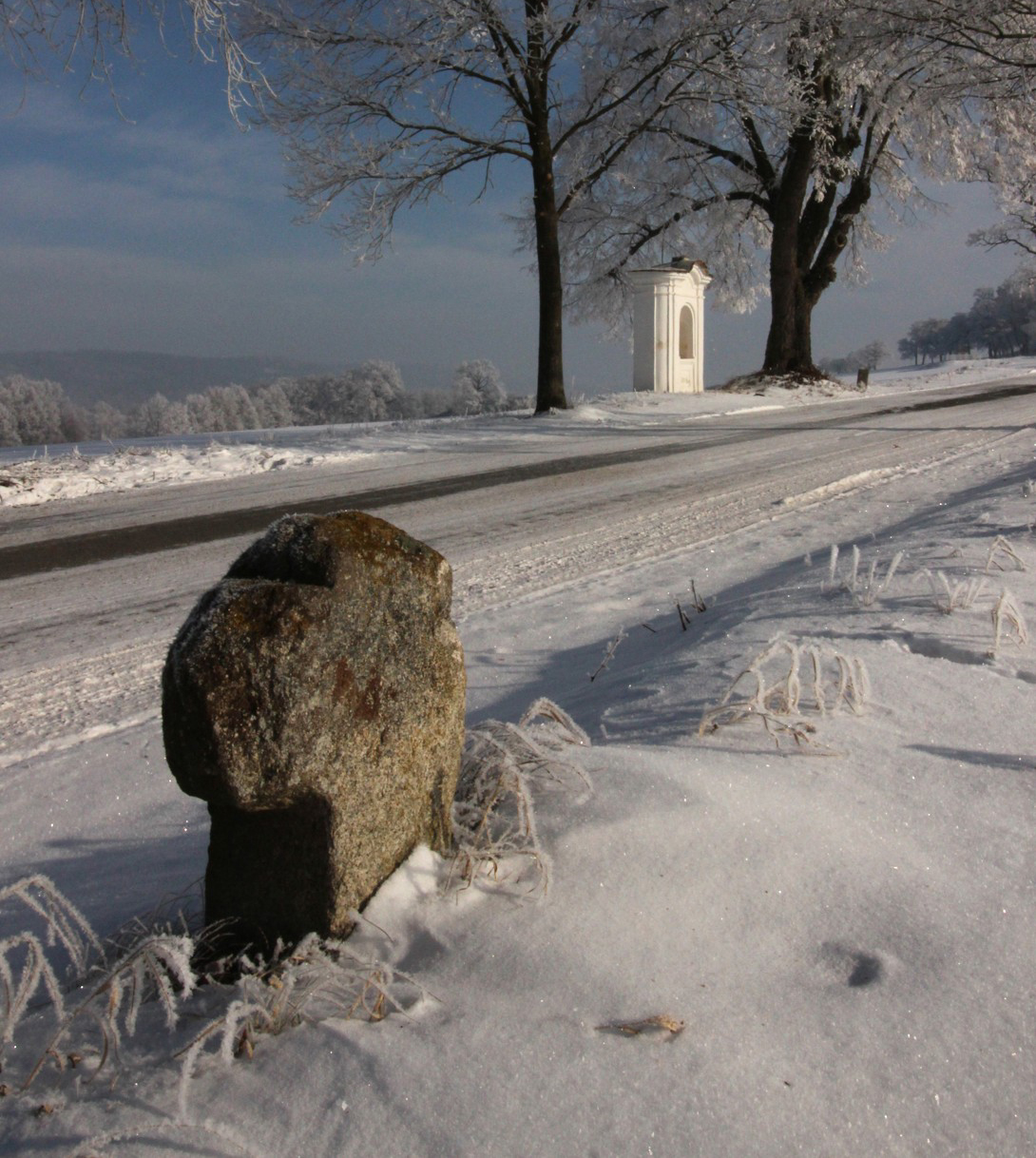
Smírčí kříž a kaple sv. Anny u Čížové

Na protější straně silnice stojí výklenková kaple sv. Anny, vzdálená od kříže je 24 metrů.